# Mismia impunctibasis
Mismia impunctibasis är en fjärilsart som beskrevs av Sergius G. Kiriakoff 1962. Mismia impunctibasis ingår i släktet Mismia och familjen tandspinnare. Inga underarter finns listade i Catalogue of Life.